# Max Payne 3
Max Payne 3 là trò chơi điện tử bắn súng góc nhìn người thứ ba được phát triển bởi Rockstar Vancouver và phát hành bởi Rockstar Games. Đây là phiên bản thứ ba của dòng trò chơi Max Payne, được phát hành trên hệ máy XBox 360 và PlayStation 3 vào tháng 5 năm 2012, và cho Microsoft Windows vào tháng 6 năm 2012. Ngoài phần sản xuất chính được đảm nhiệm bởi Rockstar Vancouver, trò chơi còn được các studio khác thuộc biên chế của Rockstar Games trợ giúp sản xuất như studio New England, Luân Đôn và Toronto. Về phần studio Vancouver, sau khi hoàn thành trò chơi, đã bị đóng cửa và sáp nhập vào Rockstar Toronto.
Đây là phần đầu tiên trong loạt trò chơi cùng tên không được phát triển bởi hãng game Phần Lan Remedy Entertainment và không được viết bởi người sáng lập của sê-ri là Sam Lake. Người viết kịch bản chính cho trò chơi là Dan Houser, cũng là người viết kịch bản chính cho Red Dead Redemption, Grand Theft Auto IV và Bully.
Max Payne 3 nhận được phản hồi tích cực của các nhà phê bình, với những lời khen ngợi dành cho gameplay được cải tiến vượt bậc so với hai đàn anh trước. Theo bài phê bình tổng hợp từ Metacritic và Game Rankings đánh giá phiên bản cho XBox 360 là 87/100 và 84,75%; phiên bản cho PlayStation 3 là 87/100 và 86,08%; phiên bản cho PC là 87/100 và 85,67%.
Chỉ trong tuần đầu tiên bán ra, Max Payne 3 đã bán được 3 triệu bản trên toàn cầu. Game này giành được hàng loạt các danh hiệu của các tạp chí game trong năm 2012.

## Nội dung
Chín năm đã trôi qua kể từ thời điểm của phiên bản Max Payne 2, Max rời Sở cảnh sát New York (NYPD), thiêu đốt thời gian của mình ở quán rượu Hoboken, New Jersey ngày qua ngày, tự thỏa mãn mình trong rượu và cơn nghiện thuốc giảm đau. Max gặp lại Raul Passos, bạn cũ ở trường đào tạo cảnh sát. Raul rủ Max đến Nam Mỹ làm công việc vệ sĩ tư nhưng anh từ chối. Trong một cuộc ẩu đả ở quán rượu, Max bắn chết đứa con trai độc nhất của Anthony DeMarco, trùm xã hội đen địa phương, và bị Anthony treo thưởng cho ai bắt được anh. Bị truy sát gắt gao, Max đành trốn khỏi New Jersey cùng Raul.
Max và Raul đến São Paulo, Brasil làm việc cho nhà Branco. Gia đình giàu có này có 3 anh em: Rodrigo, một đại gia bất động sản, Victor, chính trị gia, và Marcelo, tay ăn chơi trác táng. Trong một buổi tiệc, Max cứu Rodrigo và vợ ông ta, Fabiana, thoát khỏi cuộc tấn công của nhóm Comando Sombra, một băng đảng giang hồ đường phố xuất phát từ khu ổ chuột. Tuy nhiên Comando Sombra không bỏ cuộc, chúng tiếp tục tấn công Max, Marcelo, Fabiana và em gái Giovanna khi họ đến một chơi ở một sàn nhảy. Dù Max đã chiến đấu rất cố gắng nhưng không thể ngăn cản việc Fabiana bị bắt đi. Yêu cầu về số tiền chuộc 3 triệu dollar Mỹ được gửi đến cho Rodrigo.
Max và Raul đem tiền đến điểm hẹn, một sân vận động. Tuy nhiên, cuộc hẹn bị phá ngang bởi Crachá Preto, một nhóm bán vũ trang cánh hữu. Chúng giết những người của Comando Sombra và cướp số tiền chuộc. Max và Raul chiến đấu vất vả để trở về an toàn.
Từ thông tin nghe lỏm được trong sân vận động, Max và Raul biết Comando Sombra giam giữ Fabiana ở một bến tàu cũ trên bờ sông Tietê. 2 người tấn công vào đây hòng cứu người vợ của Rodrigo. Max và Raul đã đến rất gần việc cứu được Fabiana. Nhưng kết thúc màn truy đuổi tốc độ trên sông, canô của Max và Raul chết máy, đành để những tên xã hội đen cuối cùng trốn thoát cùng Fabiana.
Sau đó, văn phòng của gia đình Branco bất ngờ bị Crachá Preto đột kích dữ dội khi chỉ có Rodrigo và Max ở đó. Max chiến đấu dũng cảm nhưng không cứu được Rodrigo, người bị hạ sát tại văn phòng riêng. Từ một thành viên Crachá Preto đang hấp hối, Max biết Fabiana đang bị giam ở khu ổ chuột Nova Esperança và cuộc tấn công này nhắm vào Max để trả thù cho vụ ở sân vận động, chứ không phải dành cho nhà Branco.
Cảm thấy tội lỗi vì những điều đã xảy ra, Max quyết tâm bỏ rượu, thay đổi diện mạo và tìm đường đến Nova Esperança để cứu Fabiana. Ở đó anh gặp Wilson Da Silva, một viên cảnh sát điều tra. Wilson tiết lộ rằng Crachá Preto có liên hệ với Rodrigo, người từng thuê chúng "dọn dẹp" những khu dân cư mà Rodrigo dự định đầu tư phát triển bất động sản. Wilson còn cho rằng Victor có những mối quan hệ mờ ám với lực lượng cảnh sát đặc nhiệm (UFE) và Armando Becker, chỉ huy nhóm này.
Khi tấn công vào hang ổ của Comando Sombra, Max tìm thấy không chỉ Fabiana, mà cả Marcelo và Giovanna. 2 người định tự mình đem tiền chuộc đến cứu Fabiana, cả ba đều đang bị giam giữ. Tuy nhiên Max không kịp ngăn cản việc Fabiana bị hành quyết bởi tên cầm đầu, Serrano, ngay trước mắt anh. Nhóm xã hội đen tiếp tục trốn thoát cùng Giovanna và Marcelo.

Max Payne đấu súng với Crachá Preto

Bất ngờ lực lượng UFE đột kích khu ổ chuột, giết và bắt các thành viên Comando Sombra. Max chứng kiến việc UFE bán các con tin lại cho nhóm Crachá Preto. Max sau đó cũng tìm thấy Marcelo và Giovanna nhưng chỉ cứu được cô gái, trong khi Marcelo bị hành quyết bởi người của Crachá Preto. Giovanna cho biết cô và Raul yêu nhau, và đang mang trong người đứa con của anh ta. Max dẫn Giovanna thoát khỏi vòng vây. Cuối cùng Raul đem trực thăng đến đón Giovanna, nhưng bỏ Max lại trong lửa đạn hiểm nguy.
Ngay sau đó Max gặp lại Wilson Da Silva. Viên cảnh sát cho biết Raul thực ra làm việc cho Victor chứ không phải Rodrigo. Kể cả việc anh ta lên đường sang Mỹ tìm Max cũng là do Victor sắp đặt. Max nhớ lại lần anh làm việc cùng Raul vào buổi tiệc trên chuyến du thuyền của Marcelo. Lần đó chiếc thuyền đến kênh Panama và bị tấn công bởi một nhóm sát thủ địa phương. Ý định của chúng là cướp một món hàng gì đó rất giá trị trên tàu. Max thoát khỏi cuộc truy sát và thấy Marcelo cùng Raul đang tìm cách trốn thoát với một kiện hàng bí mật, mục tiêu của nhóm sát thủ, thứ mà Wilson phán đoán là khoản tiền của Victor dành cho những giao dịch đen. Điều này càng khẳng định thêm mối nghi ngờ của Max rằng anh đã bị Victor và Raul chơi xỏ, rằng anh chỉ là con tốt thí trong những mưu đồ của Victor trong việc giành giật tài sản gia đình và các âm mưu chính trị.
Wilson cho biết Crachá Preto và UFE đã đem các tù binh từ khu ổ chuột vào khách sạn Imperial Palace, nhưng chưa thấy ai trở ra. Max đột nhập khách sạn và khám phá ra đây chính là khu "chợ đen" buôn bán nội tạng con người, nơi các tù nhân bị cướp đi các bộ phận và chúng được đem bán trái phép bởi UFE. Max đặt thuốc nổ đánh sập toàn bộ tòa nhà. Nhưng anh suýt bị giết bởi Álvaro Neves, thủ lĩnh nhóm Crachá Preto, nếu như Raul Passos không xuất hiện đúng lúc để bắn hạ Álvaro. Raul thừa nhận âm mưu của Victor và nói anh bị Victor cùng Marcelo ép phải tham gia. Raul hối lỗi và Max bỏ qua. Sau đó Raul cùng Giovanna rời khỏi Brazil.
Wilson kết luận rằng Victor và Becker là những kẻ đứng sau tất cả các âm mưu. Anh ta muốn Max giải quyết việc này trong khi Wilson không thể làm gì vì tình trạng tham nhũng tồi tệ trong lực lượng cảnh sát.
Theo lời khuyên của Wilson, Max giả vờ đầu thú để lọt được vào tổng hành dinh UFE. Anh "dọn dẹp" hết tòa nhà và tìm thấy những chứng cứ chống lại Victor và Armando. Max khống chế Armando Becker nhưng Victor xuất hiện, cứu Armando trốn thoát sau khi cho biết sự thật: Victor muốn có được tiền từ Rodrigo để phục vụ cho những tham vọng chính trị, chính hắn đã phái Crachá Preto đến phục kích vụ trao tiền ở sân vận động, và số tiền này phục vụ cho chương trình mua bán nội tạng người của hắn.
Victor và Armando dự định trốn khỏi Brazil bằng đường hàng không. Max đoán được điều đó và một mình tấn công vào sân bay riêng của chúng. Sau những màn đấu súng nghẹt thở với UFE, Max đã hạ sát Armando trên đường băng trong khi Victor kịp thoát lên máy bay. Wilson xuất hiện, chở Max bằng ô tô đuổi theo máy bay của Victor. Với khẩu súng phóng lựu trong tay, Max bắn hạ chiếc máy bay trước khi nó kịp cất cánh và khống chế Victor. Wilson thuyết phục Max không giết Victor để hắn có cơ hội đối mặt với những tội ác đã gây ra.
Một tuần sau, trên một bãi biển ở Bahia, Max xem TV và được biết lực lượng UFE đã bị giải tán, còn Victor treo cổ trong nhà giam, không rõ là tự sát hay bị những người liên quan đến nạn nhân của hắn giết.
Max giờ đây có thể tìm thấy một chút bình an trong lòng. Anh tiếp tục rảo bước về phía hoàng hôn, tiếp tục đi tìm niềm vui và động lực sống, sau những biến động lớn của cuộc đời.